# Platoon Leader
Platoon Leader (Brasil: A Guerra Cruel / Portugal: Baptismo de Fogo) é um filme norte-americano de 1988, do gênero drama de guerra, dirigido por Aaron Norris.
É o segundo longa metragem dirigido por Aaron Norris, irmão de Chuck Norris.

## Enredo
O inexperiente tenente Jeffrey Knight e seu imediato, o sargento Michael McNamara, comandam um posto do exército norte americano na Guerra do Vietnã. Knight, recém saído da Academia Militar, encontra resistência e cinismo do pelotão ao assumir o comando. Com o passar dos dias e a liderança em patrulhas e combates com os vietcongues, o tenente ganha o respeito dos seus comandados.

## Elenco
- Michael Dudikoff ... tenente Jeffrey Knight
- Robert F. Lyons ... sargento Michael McNamara
- Michael DeLorenzo ... soldado Raymond Bacera
- Brian Libby ... sargento Roach
- Tony Pierce ... soldado Jan Schultz
- Rick Fitts ... sargento Robert Hayes
- William Smith ... major Flynn